# Milt Ticco
Milton Mitchell Ticco, detto Milt (Jenkins, 22 settembre 1922 – Greenville, 26 gennaio 2002), è stato un cestista e giocatore di baseball statunitense, professionista nella NBL.

## Carriera
Giocò per due stationi nella NBL, disputando complessivamente 96 partite con 7,0 punti di media.